# Deux berceuses de Decruck
Les Deux berceuses sont un ensemble de deux œuvres de la compositrice Fernande Decruck composé en 1935.

## Contexte et création
Composée en 1935 et dédiée au Soldat inconnu et à Donald Moore, l'œuvre a été écrite pour un quatuor de cors et adaptée par la compositrice pour un quatuor de saxophones.

## Structure
Elle se compose de deux mouvements :
1. Mouvement calme et souple de berceuse
2. Berceuse Héroïque

## Discographie
- Fernande Decruck, Works by Fernande Decruck, Quatuor Ellipsos.